# Stalna kulturno-povijesna izložba Glagoljica
Stalna kulturno-povijesna izložba Glagoljica u Rijeci otvorena je 30. prosinca 1968. godine u zgradi tadašnje Naučne biblioteke, danas Sveučilišne knjižnice Rijeka u izložbenoj dvorani u Supilovoj 3.
Autori izložbe su akademik Branko Fučić, tadašnja ravnateljica Naučne biblioteke dr. Vanda Ekl i autor koncepta arhitekt Igor Emili. 
Izložba je otvorena u čast obilježavanja 25. godišnjice odluke o pripojenju Istre i Rijeke matici Hrvatskoj i usmjerena na prikaz glagoljice, kolijevke hrvatske pismenosti - Istre i Kvarnera. 
Godine 2018. izložba je proslavila zlatni jubilej - 50. godišnjicu otvorenja.